# Taracus birsteini
Espèce
Taracus birsteini est une espèce d'opilions dyspnois de la famille des Taracidae.

## Distribution
Cette espèce est endémique du kraï du Primorié en Russie. Elle se rencontre à Partizansk dans la grotte Belyi Dvorets.

## Description
Le mâle holotype mesure 4,1 mm et la femelle paratype 4,5 mm.

## Systématique et taxinomie
Cette espèce a été décrite par Lyovushkin en 1971.

## Étymologie
Cette espèce est nommée en l'honneur de Yakov Avadievich Birstein (1911–1970).

## Publication originale
- Lyovushkin, 1971 : « Biospeologica sovietica XLIII. Сообщение о первой находке американского рода Taracus Simon, 1879 (Opiliones, Ischyropsalididae) в Азии с описанием T. birsteini sp. n. из пещеры южного Приморья. » Бюллетень Московского Общества Испытателей Природы. Отдел Биологический - Bulletin de la Société des Naturalistes de Moscou, Section biologique, vol. 76, no 3, p. 127–133 (ru).